# إنريكي بيرغوس (لاعب كرة قاعدة)
إنريكي بيرغوس (بالإسبانية: Enrique Burgos)‏ هو لاعب كرة قاعدة بنمي، ولد في 23 نوفمبر 1990 في مدينة بنما في بنما.

## وصلات خارجية
- إنريكي بيرغوس (لاعب كرة قاعدة) على موقع دوري كرة القاعدة الرئيسي (الإنجليزية)
- إنريكي بيرغوس (لاعب كرة قاعدة) على موقعبيزبول رفرنس.كوم (الدوري الرئيسي) (الإنجليزية)
- إنريكي بيرغوس (لاعب كرة قاعدة) على موقعبيزبول رفرنس.كوم (الدوري الثانوي) (الإنجليزية)
- إنريكي بيرغوس (لاعب كرة قاعدة) على موقع إي إس بي إن.كوم (أم.أل.بي) (الإنجليزية)
- إنريكي بيرغوس (لاعب كرة قاعدة) على موقع مشجعي الرسوم البيانية (الإنجليزية)